# Harar
Harar (tiếng Harari: ሐረር), còn được cư dân ở đây gọi là Gēy (tiếng Harar: ጌይ), là một thành phố pháo đài ở miền đông Ethiopia. Đây là cựu thủ phủ của Đông Hararghe và nay là thủ phủ của vùng Harari. Thành phố nằm trên một đỉnh đồi ở phía đông Oromia ở độ cao 1.885 mét, cách thủ đô Addis Ababa khoảng 500 km. Theo số liệu của Cơ quan Thống kê Trung ương năm 2005, Harar có dân số ước tính là 122.000 người, trong đó 60.000 là nam và 62.000 là nữ. Theo điều tra dân số năm 1994, thành phố có dân số 76.378 người.
Trong nhiều thế kỷ, Harar là một trung tâm thương mại lớn, được kết nối bởi các tuyến đường thương mại với phần còn lại của Ethiopia, toàn bộ vùng Sừng châu Phi, Bán đảo Ả Rập, và cả các hải cảng ngoại quốc, những vùng xa xôi. Harar Jugol, thành phố pháo đài cổ được UNESCO công nhận là di sản thế giới vào năm 2006. Đôi khi nó được biết đến trong tiếng Ả Rập là "thành phố của những vị thánh" (مدينة الأَوْلِيَاء, madinat al-awliyaʾ). Theo UNESCO, nó "được xem là thành phố linh thiêng thứ tư của người Hồi giáo" với 82 nhà thờ Hồi giáo, ba trong số đó đã có từ thế kỷ 10, và 102 đền thờ.
Fath Madinat Harar đã ghi lại rằng, Abadir Umar ar-Rida và một số nhà tôn giáo khác đã định cư tại Harar từ năm 1216 (năm 612 AH). Harar sau đó trở thành kinh đô mới của Vương quốc Hồi giáo Adal vào năm 1520 bởi Quốc vương Somalia Abu Bakr ibn Muhammad. Thành phố suy giảm chính trị trong thời kỳ Tiểu vương quốc Harar, chỉ lấy lại được một số ý nghĩa trong thời kỳ Khalip của Ai Cập. Dưới thời Đế quốc Ethiopia, thành phố đã suy tàn nhưng vẫn duy trì một vị thế văn hóa nhất định. Ngày nay, nó là thủ phủ của vùng Harari. 

## Lịch sử

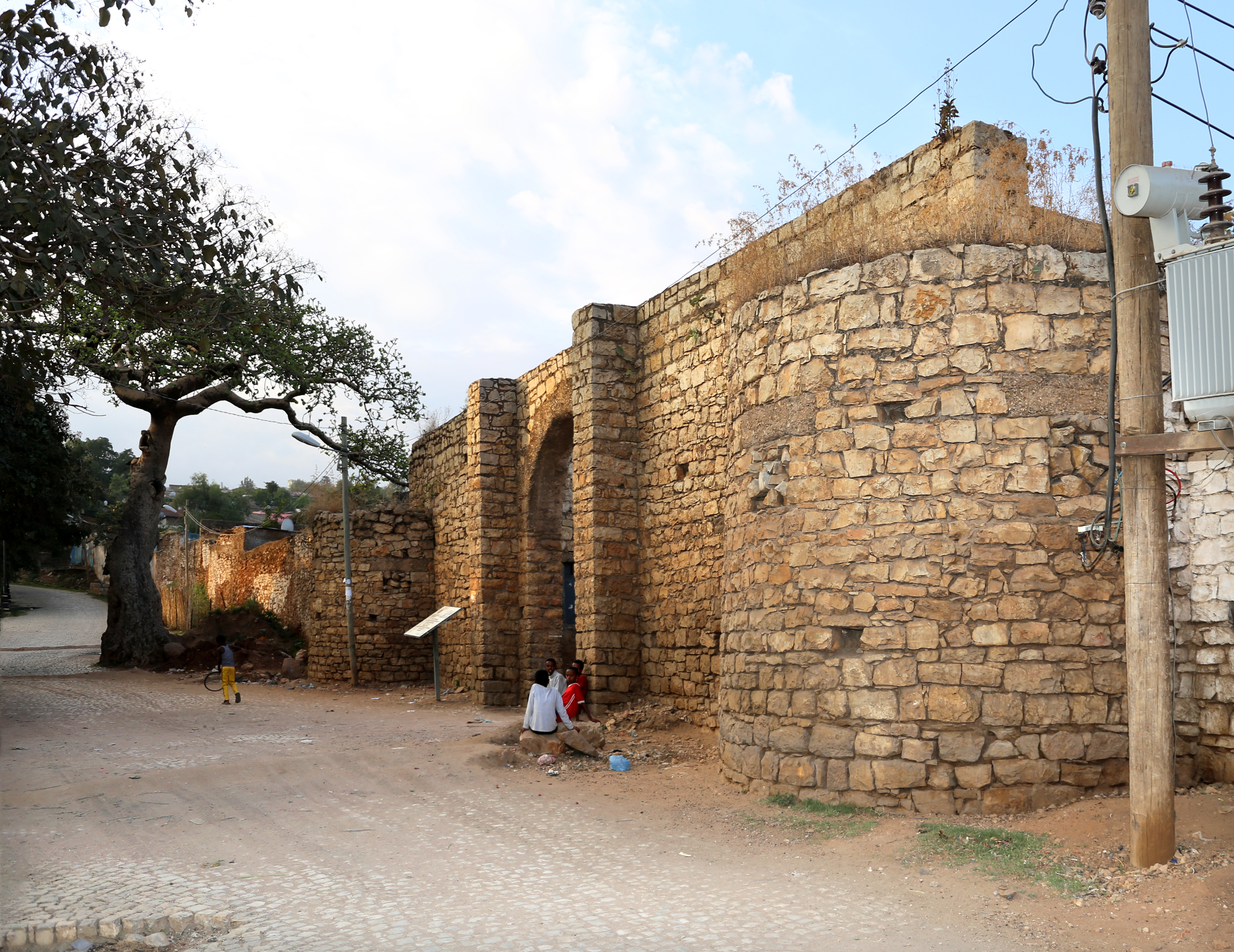
Tường thành Harar năm 2018

Có khả năng dân cư gốc của vùng là những người Harla. Lịch sử ban đầu của nó là quãng thời gian thuộc liên minh các quốc gia Zeila. Theo nhà du hành Do Thái thế kỷ 12 Benjamin của Tudela thì vùng Zeila là vùng đất của Havilah, tiếp giáp với Al-Habash ở phía tây. Vào thế kỷ 9, Harar là một phần của triều đại Makhzumi. Harar được gọi là Gēy ("thành phố") bởi những người Harar, Harar nổi lên như là trung tâm văn hóa và tôn giáo Hồi giáo ở vùng Sừng châu Phi vào cuối thời Trung Cổ.
Theo Fath Madinat Harar, một tài liệu lịch sử chưa được công bố của thành phố thì vào thế kỷ 13, Abadir Umar ar-Rida cùng một số nhà lãnh đạo tôn giáo khác đến từ bán đảo Ả Rập tới định cư ở Harar vào khoảng năm 1216. Ông đã gặp những người Harla, Gaturi và Argobba. Fakr ad-Din là em trai của Abadir là người đã thành lập Vương quốc Hồi giáo Mogadishu.
Theo biên niên sử thế kỷ 14 của Amda Seyon I, Gēt (Gēy) là thuộc địa của Ả Rập tại Harla. Trong thời Trung Cổ, Harar là một phần của Vương quốc Hồi giáo Adal, trở thành kinh đô của vương quốc vào năm 1520 dưới thời quốc vương Abu Bakr ibn Muhammad. Thế kỷ 16 là thời kỳ hoàng kim nhất của thành phố này. Văn hóa địa phương phát triển mạnh mẽ, nhiều nhà thơ đã sống và sáng tác ở đó. Nó cũng trở nên nổi tiếng với các mặt hàng cà phê, dệt, đan rổ và đóng sách.
Từ Harar, Ahmad ibn Ibrahim al-Ghazi còn được biết đến là "Gurey" và "Grañ" (đều có nghĩa là "Thuận tay trái") đã phát động một cuộc chiến tranh chinh phục trong thế kỷ 16 nhằm mở rộng lãnh thổ, đe dọa đến sự tồn tại của Đế quốc Kitô giáo Ethiopia láng giềng. Người kế vị ông là Nur ibn Mujahid đã xây dựng một bức tường bảo vệ xung quanh thành phố. Với chiều cao bốn mét với năm cổng, cấu trúc này được gọi là Jugol vẫn còn nguyên vẹn và là biểu tượng của thị trấn đối với những cư dân ở đây. Những người Siltʼe, Wolane, Halaba và Harari vẫn sống ở Harar trong khi ba nhóm dân tộc cũ chuyển đến Gurage.

## Khí hậu
Harar có khí hậu cao nguyên cận nhiệt đới (phân loại khí hậu Köppen Cwb).

Trong suốt cả năm, nhiệt độ ấm áp vào buổi chiều và mát mẻ vào buổi sáng. Mưa rơi từ giữa tháng 3 đến tháng 10 (đạt đỉnh vào tháng 8) trong khi các tháng còn lại thường khô hạn.
| Dữ liệu khí hậu của Harar         | Dữ liệu khí hậu của Harar | Dữ liệu khí hậu của Harar | Dữ liệu khí hậu của Harar | Dữ liệu khí hậu của Harar | Dữ liệu khí hậu của Harar | Dữ liệu khí hậu của Harar | Dữ liệu khí hậu của Harar | Dữ liệu khí hậu của Harar | Dữ liệu khí hậu của Harar | Dữ liệu khí hậu của Harar | Dữ liệu khí hậu của Harar | Dữ liệu khí hậu của Harar | Dữ liệu khí hậu của Harar |
| Tháng                             | 1                         | 2                         | 3                         | 4                         | 5                         | 6                         | 7                         | 8                         | 9                         | 10                        | 11                        | 12                        | Năm                       |
| --------------------------------- | ------------------------- | ------------------------- | ------------------------- | ------------------------- | ------------------------- | ------------------------- | ------------------------- | ------------------------- | ------------------------- | ------------------------- | ------------------------- | ------------------------- | ------------------------- |
| Trung bình ngày tối đa °C (°F)    | 25.3 (77.5)               | 26.3 (79.3)               | 27.1 (80.8)               | 26.9 (80.4)               | 27.0 (80.6)               | 25.5 (77.9)               | 23.8 (74.8)               | 22.6 (72.7)               | 23.9 (75.0)               | 26.1 (79.0)               | 25.8 (78.4)               | 25.8 (78.4)               | 25.5 (77.9)               |
| Tối thiểu trung bình ngày °C (°F) | 11.9 (53.4)               | 12.9 (55.2)               | 13.7 (56.7)               | 14.5 (58.1)               | 14.6 (58.3)               | 14.1 (57.4)               | 14.0 (57.2)               | 13.6 (56.5)               | 13.5 (56.3)               | 13.1 (55.6)               | 12.1 (53.8)               | 12.0 (53.6)               | 13.3 (56.0)               |
| Lượng mưa trung bình mm (inches)  | 17 (0.7)                  | 20 (0.8)                  | 57 (2.2)                  | 84 (3.3)                  | 91 (3.6)                  | 68 (2.7)                  | 99 (3.9)                  | 126 (5.0)                 | 94 (3.7)                  | 49 (1.9)                  | 12 (0.5)                  | 6 (0.2)                   | 723 (28.5)                |
| Nguồn: Climate-Data               |                           |                           |                           |                           |                           |                           |                           |                           |                           |                           |                           |                           |                           |

## Thành phố kết nghĩa
Harar kết nghĩa với:
- Charleville-Mézières, Pháp
- Clarkston, Hoa Kỳ
- Arta, Djibouti
- Şanlıurfa, Thổ Nhĩ Kỳ